# Крест Заслуги войск Срединной Литвы
Крест Заслуги войск Срединной Литвы (пол. Krzyż Zasługi Wojsk Litwy Środkowej) – учрежден Виленским сеймом 25 февраля 1922 года, включен в наградную систему Польской Республики в 1926 году.

## История
Этот знак военного отличия предназначался для награждения высших армейских чинов, осуществлявших руководство боевыми действиями под Вильно (Wilno) и офицеров, принимавших непосредственное участие в боевых действиях в составе 1-й литовско-белорусской дивизии под командованием генерала Л. Желиговский с 9 октября по 19 ноября 1920 года.
Знак отличия выдавался до конца 1926 года. Было произведено 1251 награждение.
Среди награждённых: маршал Ю. Пилсудский, генералы Л. Желиговский и В. Сикорский.
Знак отличия изготавливался частными фирмами. Для получения его необходимо было предъявить Диплом о награждении и внести в казну стоимость изготовления знака.

## Описание
Знак отличия представлял собой стилизованный рыцарский крест с расширяющимися к концам и слегка вогнутыми по бокам плечами.
На лицевой стороне креста в центральной его части помещено рельефное изображение орла с распростёртыми крыльями, держащего в когтях щит с изображением герба Литвы ("погонь"). Плечи креста соединены между собой лавровым венком, образующим узкое кольцо. На верхнем плече креста надпись: "WILNO", на горизонтальных и нижнем плече - даты: "9.Х.", "19.IX.", "1920".
На оборотной стороне креста на горизонтальных плечах помещена надпись: "LITWA - SRODKOWA". На вертикальных плечах изображены два меча, сориентированные своими остриями к концам креста. В центральной части - круглая табличка, окантованная пояском. На табличке выбивался порядковый номер награды.
Крест по периметру обрамлен узким бортиком. Все надписи выпуклые.
Знак изготавливался из светлой бронзы.
Размеры креста 43 х 43 мм.

## Лента
Крест носился на шелковой муаровой ленте зеленого цвета с семью желто-красными продольными полосками. Ширина ленты 37 мм, ширина полосок 1 мм каждая.